# Ударний крейсер

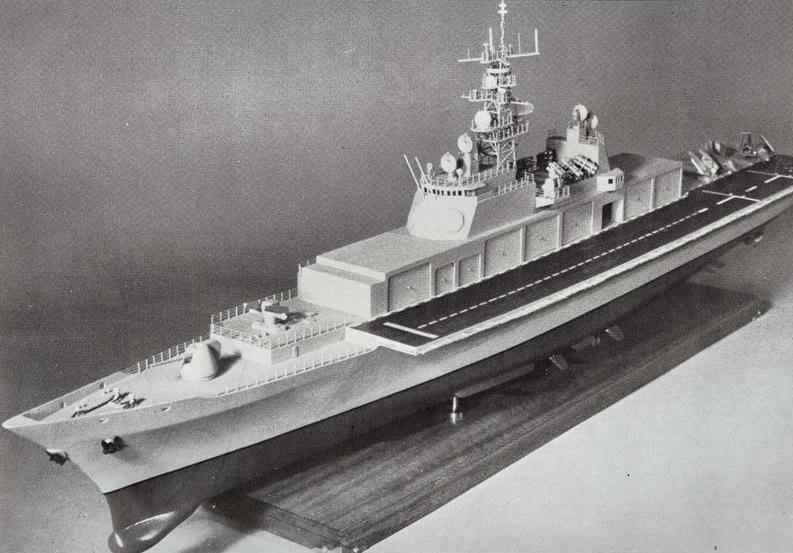
Mark II Strike Cruiser

Ударний крейсер (пропоноване буквене позначення корпусу: CSGN) - запропонований DARPA проєкт класу крейсерів у кінці 1970-х. Проєкт передбачав побудову ракетних крейсерів водотоннажністю близько 17 500 тон, озброєних системою "Іджис", зенітними ракетами SM-2, протикорабельними ракетами "Гарпун", крилатими ракетами "Томагавк", а також 203 міліметровою гарматою. Вони мали оснащуватись атомними двигунами. Очікувалось, що ці кораблі зможуть діяти не лише у складі ударних авіаносних з'єднань, але і самостійно як класичні крейсери.  
Прототипом ударного крейсера  мав стати атомний ракетний крейсер USS Long Beach після проведення відповідної модернізації, вартість якої оцінювалась у близько 800 мільйонів доларів. Проте у такому вигляді модернізація цього корабля не була реалізована.  
Початково планувалося побудувати від 8 до 12 таких крейсерів. Їх мали підтримувати оснащенні системами "Іджис" есмінці типу Spruance. Серйозні конструкторські проблеми, поєднанні з швидким зростанням очікуваної вартості корабля призвело до закриття проєкту в останні дні адміністрації Форда. Після скасування проєкту ударного крейсера, есмінці з системою "Іджис" типу "Тікондерога" почали класифікувати як крейсери.
Подібна до ударних крейсерів концепція кораблів, хоч і менш досконалих, була реалізована у СРСР, де побудували атомні крейсери проєкту 1144.